# Molières 1990
La 4e Nuit des Molières a eu lieu le 29 avril 1990.

## Molière du comédien
- Pierre Dux dans Quelque part dans cette vie
  - Francis Huster dans La Peste
  - Claude Rich dans Le Souper
  - Robert Hirsch dans Moi Feuerbach
  - Didier Sandre dans Le Chemin solitaire

## Molière de la comédienne
- Denise Gence dans Avant la retraite
  - Jane Birkin dans Quelque part dans cette vie
  - Sonia Vollereaux dans Les Palmes de Monsieur Schutz
  - Danièle Lebrun dans Faut pas tuer maman !
  - Anny Duperey dans Le Plaisir de rompre et Le Pain de ménage

## Molière du comédien dans un second rôle
- Michel Robin dans La Traversée de l'hiver
  - Henri Virlogeux dans Ivanov
  - Roger Mirmont dans La Célestine
  - Martin Lamotte dans Un fil à la patte
  - Gérard Caillaud dans Les Palmes de Monsieur Schutz

## Molière de la comédienne dans un second rôle
- Judith Magre dans Greek
  - Lucienne Hamon dans La Traversée de l'hiver
  - Christiane Muller dans Les Palmes de Monsieur Schutz
  - Martine Sarcey dans La Traversée de l'hiver
  - Catherine Frot dans Faut pas tuer Maman

## Molière de la révélation théâtrale
- Redjep Mitrovitsa dans Lorenzaccio
  - Jean-Noël Fenwick dans Les Palmes de Monsieur Schutz
  - Stéphane Hillel dans Les Palmes de Monsieur Schutz
  - Anouk Grinberg dans Faut pas tuer Maman !
  - Sonia Vollereaux dans Les Palmes de Monsieur Schutz

## Molière de l'auteur
- Jean-Noël Fenwick pour Les Palmes de Monsieur Schutz
  - Joël Jouanneau pour Le Bourrichon
  - Yasmina Reza pour La Traversée de l'hiver
  - Jean-Claude Brisville pour Le Souper
  - Michel Vinaver pour L'Emission de télévision

## Molière de l'adaptateur
- Michel Butel pour Le Chemin solitaire
  - Jean-Loup Dabadie pour Quelque part dans cette vie
  - Bernard Lortholary pour Moi Feuerbach

## Molière du metteur en scène
- Gérard Caillaud pour Les Palmes de Monsieur Schutz
  - Jean-Pierre Miquel pour Le Souper
  - Luc Bondy pour Le Chemin solitaire
  - Matthias Langhoff pour Mademoiselle Julie
  - Jorge Lavelli pour Greek

## Molière du créateur de costumes
- Patrice Cauchetier pour La Mère coupable ou l'Autre Tartuffe
  - Sylvie Poulet pour Cyrano de Bergerac
  - Michel Fresnay pour Un fil à la patte

## Molière du décorateur scénographe
- Jacques Voizot pour Les Palmes de Monsieur Schutz
  - Richard Peduzzi pour Le Chemin solitaire
  - Louis Bercut pour Titus Andronicus

## Molière du meilleur spectacle comique
- Lapin chasseur au Théâtre national de Chaillot
  - Les Palmes de Monsieur Schutz au Théâtre des Mathurins
  - Lapin chasseur au Théâtre national de Chaillot
  - Et moi et moi ! au Théâtre Saint-Georges
  - Voltaires folies à La Comédie de Paris

## Molière du spectacle en région
- La Traversée de l'hiver au Centre national de création d'Orléans
  - La Dame de chez Maxim aux Centre dramatique national de Lyon, Comédie de Genève
  - Dom Juan à La Criée Théâtre national de Marseille
  - Les Fausses Confidences à La Salamandre, Théâtre national de la Région Nord-Pas-de-Calais

## Molière du théâtre privé
- Les Palmes de Monsieur Schutz au Théâtre des Mathurins
  - Le Souper au Théâtre Montparnasse
  - Moi Feuerbach au Théâtre La Bruyère
  - La Peste au Théâtre de la Porte-Saint-Martin
  - Quelque part dans cette vie au Théâtre des Bouffes-Parisiens

## Molière du théâtre public
- Greek au Théâtre national de la Colline
  - Le Bal de N'Dinga au Théâtre international de langue française
  - Le Chemin solitaire au Théâtre Renaud-Barrault
  - Lapin chasseur au Théâtre national de Chaillot
  - Opérette aux Théâtre national de la Colline, Centre national de création d'Orléans

## Molière du spectacle musical
- Tempo au Théâtre Fontaine
  - Énumérations au Théâtre Paris-Villette
  - Starmania au Théâtre Marigny

## Meilleur «one man show» ou spectacle de sketches
- Guy Bedos aux Zénith Caen - Paris
  - Laurence Semonin au Théâtre du Gymnase
  - Muriel Robin au Splendid Saint-Martin